# Critical Role (2-я кампания)
Вторая кампания шоу Critical Role шла на канале Geek & Sundry на Twitch и стриминговом сервисе Project Alpha, а затем — на канале Critical Role на Twitch (и впоследствии ещё и на канале Critical Role на YouTube) c 11 января 2018 года по 3 июня 2021 года.
Через несколько дней после прямой трансляции эпизоды загружались на каналы (сначала — на канал G&S, потом — на канал CR) на YouTube, а через неделю — появлялись в форме подкаста на главных площадках для подкастов.

## Состав

### Основной состав
- Мэттью Мерсер — Мастер подземелий
- Трэвис Уиллингхэм — Форд, полуорк-колдун/паладин
- Мариша Рэй — Борегар «Бо» Лайонетт, человек-монахиня
- Сэм Ригел — Нотт, Отважная (Вет Бренатто), гоблинша/полурослик-плутовка (основная кампания) / Люк Бренатто, полурослик-плут/волшебник (ваншот "Mighty Nein Reunion: Echoes of the Solstice")
- Лора Бэйли — Джестер Лаворр, тифлингша-жрица
- Лиам О’Брайен — Калеб Видогаст, человек-волшебник
- Эшли Джонсон — Яша Найдорин, аасимарша-варварша
- Талесин Джаффе — Моллимок «Молли» Тилиф, тифлинг-кровавый охотник (1-26, 140-141 эпизоды) / Кадуцей Клэй, фирболг-жрец (28-141 эпизоды, ваншот "Mighty Nein Reunion: Echoes of the Solstice") / Кингсли Тилиф, тифлинг-кровавый охотник (140-141 эпизоды, ваншот "Mighty Nein Reunited")

### Гости
- Хари Пейтон  — Шакасте, человек-жрец (7, 29 эпизоды)
- Марк Хюлмз — Калианна, полуэльфийка-чародейка (21 эпизод)
- Эшли Бёрч — Кег, дварфийка-воительница (26-29 эпизоды)
- Сумали Монтано — Нила, фирболгша-друидка (27-28 эпизоды)
- Дебора Энн Уолл — Твигги, гномка-плутовка (45 эпизод)
- Мика Бёртон — Реани, аасимарша-друидка (74-76 эпизоды)
- Дэниел Слосс — Рэб "Эгги" Эгг, дварф-плут (ваншот "Mighty Nein Reunion: Echoes of the Solstice")

## Сюжет
События второй кампании происходили через 23 года после событий первой в том же сеттинге, Экзандрии, но уже на другом континенте, Уайлдмаунт.
Группа незнакомцев, встретившаяся в городе Тростенвальд, нарекает себя Могучей Девяткой (англ. The Mighty Nein) и отправляется странствовать, пытаясь помочь друг другу решить проблемы, и в ходе приключений останавливает войну между Двендалийской империей и Династией Кринов, уничтожает культ Железного ангела и не даёт поражённому скверной живому городу Когноза прорваться на материальный план.

## Эпизоды
Арка «Собираемся вместе»
| № | Название                                       | Дата показа          |
| 1 | «Любопытное начало» / «Curious beginnings»     | 11 января 2018 года  |
| --- | ---------------------------------------------- | -------------------- |
| Семеро незнакомцев встречаются в таверне в городе Тростенвальд в Двендалийской империи. Тем же вечером они решают посетить прибывшую в город ярмарку, но на представлении что-то идёт не так, и один из зрителей обращается в нежить... |                                                |                      |
| 2 | «Проявление дотошности» / «A Show of Scrutiny» | 18 января 2018 года  |
| После ярмарки труппа Густава оказывается под арестом, Яша сбегает, а партии запрещают покидать город, а после из-за неприятного инцидента с Бо и вовсе сажают под «домашний арест». Несмотря на это, герои сбегают из гостиницы и начинают проводить своё расследование трагичного случая. Становится понятно, что член труппы Кайлри — исчадие и как-то связан с обращением людей в зомби. |                                                |                      |
| 3 | «Полуночная погоня» / «The Midnight Chase»     | 25 января 2018 года  |
| Сразившись с обращёнными в зомби стражниками, партия вывозит их тела к озеру Усталок и понимает, что Кайлри и Тоя, девочка-певица, с которой он выступал вместе, находятся на острове в центре озера. Благодаря книге, купленной Калебом, Молли осознаёт, что Кайлри — это нёргалид, существо, вытягивающее жизненную силу из жертв. Группа попадает на остров и убивает Кайлри. |                                                |                      |
| 4 | «Несопоставимые зацепки» / «Disparate Pieces»  | 1 февраля 2018 года  |
| Вернувшись в город, группа предъявляет доказательства причастности Кайлри к происшествию на ярмарке, и магистрат Норда отпускает всех, кроме Густава, который должен возместить ущерб городу посредством обязательных работ. Партия соглашается отправиться на север, чтобы помочь Форду с поступлением в Академию Солтрис. Архивариус Зинот из отделения Души Кобальта в Задаше приводит Бо на спарринг-сессию с Обличительницей Дайрон. Бо крадёт три письма, адресованные семье Бомбоков. Закончив все дела в городе, герои выдвигаются в Олфилд. |                                                |                      |
| 5 | «Бежит дорога» / «The Open Road»               | 8 февраля 2018 года  |
| В одну из ночей на пути в Олфилд Форд во сне оказывается под водой и видит странное чудовище, на всё отвечающее словами-приказами. Наутро он признаётся группе, что магические способности пришли к нему вместе с его мечом после неудачного торгового плавания, когда он чуть не утонул. Группа прибывает в Олфилд и оказывается в эпицентре нападения гноллов. |                                                |                      |
| 6 | «Воющие шахты» / «The Howling Mines»           | 15 февраля 2018 года |
| Смотритель Олфилда Брайс Филид предлагают партии работу: они заплатят за каждое гноллье ухо, спасённого жителя деревни и за каждое возвращённое тело погибшего местного жителя. Партия выслеживает гноллов и находит в шахту. Спустившись в неё, они обнаруживают культ божества Йеногу. |                                                |                      |
| 7 | «Тише!» / «Hush»                               | 22 февраля 2018 года |
| В ходе схватки с гноллами и гиенами герои встречают жреца Шакасте. После ещё одной схватки группа продвигается к последнему залу пещеры, где обнаруживают мантикору, которой приносят в жертву пленных жителей деревни, вместе с детёнышем. Убив гнолла-культиста и мантикор, группа и Шакасте вместе со спасёнными людьми возвращаются в Олфилд. |                                                |                      |
| 8 | «У врат Задаша» / «The Gates of Zadash»        | 1 марта 2018 года    |
| Бо открывает письма для Бомбоков и понимает, что семья Бомбоков закупает яд кровавый корень у некоего «Джентльмена». Когда Брайс отдают плату за уши гноллов партии, они спрашивают, как группа себя называет, и Калеб придумывает название «Могучая Девятка». Джестер шантажом выманивает у старосты Олфилда письмо-рекомендацию в Академию для Форда. На пути в Задаш Девятка натыкается на группу бандитов, но заставляет тех поверить, что они заражены сифилисом, нападает на них, и в конечном итоге убеждает их начать праведный образ жизни, дав с собой денег. Забрав лошадей банды, группа прибывает в Задаш и знакомится с харизматичным фирболгом-торговцем Пуматом Солом. |                                                |                      |

Арка «Секреты Задаша»
| № | Название                                          | Дата показа         |
| 9 | «Пар и разговоры» / «Steam and Conversation»      | 8 марта 2018 года   |
| --- | ------------------------------------------------- | ------------------- |
| Партия исследует Задаш, узнаёт о местной подпольной организации «Рыцари воздаяния», притирается друг к другу и берёт первое задание в городе. Когда Девятка проводит время в местной купальне, к ним возвращается Яша. |                                                   |                     |
| 10 | «Паутина и отбросы» / «Waste and Webs»            | 15 марта 2018 года  |
| Девятка спускается в канализацию, чтобы найти монстра, убивающего королевских гвардейцев. Они находят и побеждают фазового паука, освободив полурослика, который сообщает Бо, как найти Джентльмена. Член «Рыцарей воздаяния» Улог предлагает группе поучаствовать в одной из операций движения. |                                                   |                     |
| 11 | «Земнийские ночи» / «Zemnian Nights»              | 22 марта 2018 года  |
| Задаш накрывает шторм, и во время шторма Яша снова покидает партию. Посетив Пумата и магазин с эротическими книгами, Девятка возвращается в гостиницу «Подушечный клад» и находит странный погреб с прикованным скелетом. Улог на очередной встрече «Рыцарей» просит партию добыть печать и образец почерка лорда Сутана, чтобы создать фальшивое письмо о планах убить Верховную судью. После этого Девятка должна перевернуть вверх дном особняк судьи. После собрания Девятка какое-то время следит за подпольщиками, не доверяя им до конца. Форд и Молли устраивают Нотт «ловушку» и узнают, что та собиралась украсть рекомендацию Форда для Калеба. На следующее утро группа, замаскировавшись, идёт к Верховной Судье в особняк на разведку. Вновь встретившись с «Рыцарями», они соглашаются на задание. |                                                   |                     |
| 12 | «Полуночный шпионаж» / «Midnight Espionage»       | 29 марта 2018 года  |
| Девятка обсуждает план задания и решает подложить в дом Сутана и судьи подложные доказательства якобы их связей с бандой «Мириада» и планов устранить Магистрата города. Джестер и Бо разведывают дом Сутана снаружи, тогда как остальная часть группы пытается добыть образец почерка Сутана в больнице, где работает его сын, но едва не оказываются пойманы. В итоге Джестер и Нотт создают фальшивку сами. На следующий день, завершив приготовления, группа вместе с Улогом проникает в дом Сутана. Джестер находит печать и после битвы Девятки с ковром-ловушкой оставляет поддельные письма. Затем партия проникает в дом судьи. Калеб пытается забрать себе найденный в доме свиток с заклинанием, но нарывается на сопротивление Форда, не желающего подвергнуть риску операцию. Тем временем судья возвращается домой раньше времени и обнаруживает, что в особняк проникли непрошеные гости. Улог, нашедший в доме подтверждения того, что судья в своё время незаконно посадила его жену. Отдав эти бумаги Калебу, Улог кидается на судью и подрывает себя Огненным шаром вместе с ней. Воспользовавшись этим, партия сбегает и наблюдает, как некто атакует Шпиль Заубер — местное отделение Академии Солтрис. Улизнув в канализацию, Девятка натыкается на раненую фигуру в чёрной броне, держащую в руке некий додекаэдр. |                                                   |                     |
| 13 | «Потерян и найден» / «Lost & Found»               | 5 апреля 2018 года  |
| Победив напавшего на них раненого дроу, Девятка отбирает все его вещи, включая додекаэдр. Калеб, изучая предмет, понимает, что он содержит в себе неизвестную ему магию и «бесконечное пространство пустоты». Под чарами дроу признаётся, что он с его напарником должны были вернуть артефакт его народу; додекаэдр называется Маяком и нужен для перерождения. Партия отпускает дроу, но, распрощавшись с ним, слышат, как его находят и убивают королевские гвардейцы. Девятка выслеживает гвардейцев, забирает у них Маяк и возвращается в «Подушечный клад». Калеб решает остаться в подвале со скелетом и поизучать Маяк; когда к нему решает присоединиться Нотт, остальная партия решает выяснить, не планируют ли двое сбежать. Нотт говорит, что скорее Калеб нуждается в её защите, нежели она в его. Группа заверяет, что защитит их обоих, если те научатся доверять остальным. Нотт пересказывает Калебу содержание разговора, и тот соглашается помогать остальной Девятке, хоть и не всегда согласен с их решениями. Он также говорит ей, что собирался когда-то в Академию Солтрис, но «всё упустил». Ночью Калебу снится, что он летит в каком-то пространстве и видит несколько версий себя, идущих в разных направлениях. Зайдя в бар «Вечерний кусок» в поисках Джентльмена на следующий день, Девятка называет пароль и спускается в секретный бар, где встречают табакси, сразу же узнающую в Молли некоего «Люсиена». |                                                   |                     |
| 14 | «Ускользающие воспоминания» / «Fleeting Memories» | 12 апреля 2018 года |
| Молли не узнаёт табакси Кри и умоляет группу делать вид, что всё нормально. Кри тут же извиняется, что употребила старое имя и называет Молли ещё и «Нонагоном». Она рассказывает, что видела, как тот умер, что их группа похоронила его ещё два года назад, и упоминает, что некая волшебница из столицы взяла некую книгу и сбежала. Они были когда-то частью одного с волшебницей ордена, но впоследствии откололась в банду «Расхитители гробниц». Девятку подзывает к себе находящийся в баре Джентльмен. Узнав, как они на него вышли, он берёт у всей партии кровь, чтобы в любой момент знать, где они находятся. Он также предлагает Девятке замять расследование происшествия с Верховной судьёй, если они отправятся на разведку в подземную исследовательскую лабораторию. Группа соглашается при условии, что он ещё и вывезет из города Хорриса из «Рыцарей воздаяния». Кри рассказывает чуть больше про намерения Люсиена: тот достал некую книгу и с её помощью намеревался провести ритуал, чтобы достичь некого города. Женщина из города помогала провести ритуал, но в ходе него Люсиен умер. Расхитители похоронили тело Люсиена и распрощались с магессой, которая забрала книгу, потому что таков был их уговор с Люсиеном. Яша рассказывает, что она из южного Йорхаса и в Империи только полтора года. Вернувшись в гостиницу, группа допрашивает Молли, но тот даже под заклинанием, заставляющим рассказать правду, говорит, что не помнит ничего до пробуждения два года назад, и что вскоре его подобрала ярмарка. На следующий день, отправив Хорриса из города, Девятка спускается в катакомбы. |                                                   |                     |
| 15 | «Куда течёт река» / «Where the River Goes»        | 19 апреля 2018 года |
| Разбираясь с монстрами и ловушками, решая всевозможные загадки, связанные со школами магии, партия продвигается по подземной реке и попадает в лабораторию Сиффа Дютара, найдя его дневник со страшными предзнаменованиями и мрачными секретами. |                                                   |                     |
| 16 | «Ответная услуга» / «A Favor in Kind»             | 26 апреля 2018 года |
| Победив дух Сиффа Дютара и поисследовав подземную руку, Девятка разбивает лагерь и ложится спать. Ночью Форду снова является чудище и говорит лишь «Поглощай», и Форд проглатывает меч. Наутро он видит, что этот меч влился в его фальшион. Джестер замечает кровь в уголках рта Форда, но тот говорит, что всего лишь укусил губу. Девятка, расспросив его, узнаёт, что в детстве над ним издевались из-за орочьих клыков, поэтому он их подпилил. Группа возвращается к Джентльмену и отдаёт ему найденное в лаборатории, за исключением пары вещей. Джентльмен обещает, что выполнит в ближайшие дни свою часть уговора, и Девятка должна пока залечь на дно. За это время Калеб и Форд отдают Долану из «Рыцарей» – мужу Хорриса и новому Верховному судье – бумаги, которые должны освободить вдову Улога, Форд безуспешно пытается найти сына Сутана, Джестер также безуспешно пытается разрисовать статую Королевы Воронов, Нотт шлёт посылку с золотом и побрякушками в Фелдервен, а Бо тренируется с Дайрон и рассказывает о дроу, солдате Династии Кринов. Джестер, Нотт и Калеб исследуют Маяк, и Калебу удаётся извлечь из него Фрагмент вероятности – сгусток энергии, позволяющий изменить исход ситуации. Джентльмен выполняет обещанное. Приближается Праздник урожая... |                                                   |                     |

Арка «Сделка Джентльмена»
| № | Название                                                    | Дата показа       |
| 17 | «Праздник урожая» / «Harvest Close»                         | 3 мая 2018 года   |
| --- | ----------------------------------------------------------- | ----------------- |
| Партия приходит на Праздник урожая и участвует во всевозможных ярмарочных играх; после состязания в армрестлинге, которое выигрывает Яша, к Девятке подходят представители Знака праведности, военного формирования Империи, и предлагают присоединиться к ним, но получают отказ. Лично Яше также предлагает присоединиться лидер банды наёмников «Упрямое племя» Дэрроу. Девятка соглашается принять участие в турнире на Арене победы, который будет центральным событием праздника. На Праздник прибегает гонец и передаёт старосте (как подслушивает Нотт) весть о том, что Империя объявила войну соседнему Йорхасу, но об этом станет известно только завтра. Бо обещает обеспечить Калебу доступ в библиотеку Души Кобальта. Среди публики, наблюдающей за турниром, оказываются Магистрат города, староста и два мага, отбившие атаку дроу на Шпиль – директор Шпиля Ормид Хасс и некий пожилой мужчина, при виде которого Калеб стремится спрятать лицо. Девятка успешно проходит два раунда турнира и попадает в финал, где им предстоит бороться с холмовым великаном... |                                                             |                   |
| 18 | «Отзвуки войны» / «Whispers of War»                         | 10 мая 2018 года  |
| Девятка побеждает монстра, но это же делает в своей финальной битве и «Упрямое племя», поэтому приз делится между двумя командами. Победителей приглашают на вечеринку после турнира. Хасс представляет Бо и Яше своего коллегу, мастера Трента Икитона, который заметно заинтересовался йорхаской Яшей. После вечеринки группа обсуждает, что делать в контексте надвигающейся войны. Молли предлагает бежать из города, но Калеб предлагает выждать день и посмотреть, что будет. На следующий день Калеб напоминает Бо об обещании, но та отвечает, что поможет Калебу, если он расскажет, почему так боится огня. Джестер получает письмо от матери, Рубина Морей. Вечером Калеб, Бо и Нотт уединяются, и Калеб рассказывает свою историю: он и ещё двое подростков из его родного городка Блюменталь были приняты в Академию Солтрис. Через год их троих заметил Мастер Трент Икитон, который взял их к себе на индивидуальную подготовку. В ходе обучения студенты в том числе должны были убивать предателей Империи. После одного из визитов домой, где Калеб подслушал, что его родители обсуждают восстание против Империи (впоследствии оказывается, что эти воспоминания внедрил в его сознание Икитон), он получил в Академии последнее, «выпускное» задание: убить своих родных изменников. Вместе с другими студентами Эадвульфом и Астрид он вернулся в Блюменталь, где трое поочерёдно убили родителей разными способами; Калеб подпёр двери своего дома и поджёг его. Услышав предсмертные крики родителей, Калеб сошёл с ума, и его поместили в психиатрическую лечебницу. Там он провёл 11 лет, прежде чем некая другая таинственная пациентка не вылечила его, и он не смог сбежать из заведения. Калеб признается Бо, что хочет убить Трента и научиться изменять реальность. Бо соглашается провести Калеба в библиотеку, а Нотт говорит ему, что в произошедшем не было его вины. На следующий день официально объявляется война. Магистрат предлагает Девятке стать наёмниками. Калеб попадает в библиотеку Души Кобальта и читает там об изменении времени и пространства и об Ассамблее. Подручная Джентльмена Кара встречает группу и говорит им, что у Джентльмена есть для них задание.      |                                                             |                   |
| 19 | «Путь Джентльмена» / «The Gentleman's Path»                 | 17 мая 2018 года  |
| Девятка приходит в «Вечерний кусок», где Джентльмен предлагает им два задания на выбор: встретиться с его старой знакомой Офелией Мардун, живущей на севере рядом с городом Шейди-Крик-Ран, помочь ей с её проблемой и сопроводить её к Джентльмену; либо же отправиться на Лабендскую топь и выяснить, почему давно не было вестей из местного схрона. Партия берёт оба и выдвигается из города. По пути Яша рассказывает, что Йорхас, где она выросла — неприветливое место, а Нотт говорит, что жизнь гоблина ужасна, что они похищают и пожирают детей. Когда Девятка останавливается на привал, на них нападают огры, волки и гоблины; во время боя Яша выпускает чёрные костяные крылья. После боя она объясняет, что они появляются только тогда, когда она очень зла, что она одна в своей семье была с такой способностью, и что она отчасти ангел. Группа спрашивает Нотт, каково ей бороться с гоблинами; та отвечает, что ей некомфортно в этом теле, и что она должна быть в другом. В гоблинском племени она помогала палачу, и однажды Нотт подружилась с пойманным гоблинами полуросликом из соседней деревни, химиком, обучившим её алхимии. Она помогла ему сбежать, но им пришлось скрыться в разных направлениях. |                                                             |                   |
| 20 | «Лабенда ждёт» / «Labenda Awaits»                           | 24 мая 2018 года  |
| Группа выдвигается к Лабендской топи. Через полдня пути они встречают легион Империи, марширующий к фронту на востоке. Когда Девятка останавливается на ночлег, Яше открывается видение, где её окружают, отвернувшись, люди, с которыми она росла. Вдалеке она видит каменную статую некой знакомой фигуры, её же руки объяты слабым пламенем; затем сияет вспышка, и вокруг оказываются десятки растерзанных тел, и руки Яши уже в крови; ещё вспышка, и она уже у той самой статуи с диском с четырьмя молниями в основании; ещё вспышка, и она идёт по пустошам Йорхаса, которые почему-то кишат червями; последнее видение являет ей фигуру, которую изображала статуя, но на этот раз это создание находится посреди бури, а затем сходит с неба. Яша чувствует себя спокойнее и слышит голос, который говорит: «Ты на верном пути. Будь сильной. Не забывай, кем ты была, и решай, кем ты станешь». Проснувшись, Яша отправляется к поражённому в ночи молнией дереву, благодарит Повелителя Бури и вырезает его символ на дереве. Она рассказывает Нотт, что в путешествиях собирает цветы для очень дорогого ей человека; Нотт в ответ делится, что собирает пуговицы, пузырьки и подошвы. Продолжив путь, Девятка, доехав до топи, слышат крик птицы и после непродолжительной битвы спасают её от аллигаторов. Это оказывается кенку Кири, путешествовавшая с семьёй на запад. Семья вынуждена была оставить её. Вместе с Кири партия прибывает в деревню Берлебен, где встречается с контактом Джентльмена, Феброна. Тот рассказывает, что его работой было препровождать людей в схрон, где они могли бы укрыться, а потом забирать их оттуда. В последний раз, когда он пришёл за людьми в убежище, оттуда был слышен вой, а тела людей были вывешены снаружи в качестве предупреждения. Девятка уговаривает Феброна показать им путь к схрону. Партия остаётся на ночлег в местном пабе. |                                                             |                   |
| 21 | «Преследователь в болотах» / «Stalker in the Swamp»         | 31 мая 2018 года  |
| За завтраком в пабе к Девятке подходит полуэльфийка Калианна, которая тоже хочет отправиться в топи и найти в схроне нужную ей вещь. Это чаша, которую разыскивает для своего ритуала культ Тиамат. Вместе они и Феброн направляются к схрону и по пути видят тела людей; Джестер с помощью заклинания узнаёт у убитых, что их убили выбравшиеся из-под земли рыболюды. Напуганный заклинанием Феброн пятится от группы и попадается троллю. Девятке и Калианне не удаётся убить его, и он скрывается с телом Феброна. Калианна рассказывает, что чаша, которую она ищет — лишь одна из шести подобных, и она намеревается уничтожить их все. Партия добирается до схрона в баньяновом дереве, заходит внутрь и спускается на подземный его уровень, где сражается с мэрроу. После битвы Нотт находит искомую чашу, но забирает её незаметно от Калианны, не доверяя ей. Форд, осматривая водоёмы в подземелье после боя, снова слышит в своей голове голос чудища: "Учись". Нотт приносит чашу Калебу, и тот определяет, что её можно использовать для предсказаний и связи с Тиамат. Он прячет её в свой мешок. Калианна говорит, что если чаши здесь нет, то ей нужно идти дальше на её поиски; Калеб спрашивает, что она собирается делать с чашей, если бы нашла её, и Калианна отвечает, что уничтожила бы её, хоть и не знает как. Калеб отзывает группу в сторону и предлагает отдохнуть, а наутро наложить на Калианну заклинание, заставляющее говорить правду, чтобы выяснить её истинные мотивы. Бо выхватывает чашу у Калеба, говоря, что он с его подозрительностью не может вставать на пути чужих судеб; Калеб отвечает, что Бо вполне может хранить чашу у себя всю ночь, а утром группа могла бы наложить заклинание. Джестер встаёт на сторону Бо, и Калеб другим заклинанием приказывает Калианне раскрыть свои намерения; та повторяет, что хочет уничтожить чашу или спрятать её от культа. Бо отдаёт чашу Калианне и говорит Калебу, что его травма не даёт ему права решать за других, а если же Калианна лжёт, это будет им уроком. Калианна защищает Калеба, говоря, что лишь он понимает, как сильна чаша. Яша разбивает чашу. Калианна отправляется в Порт Дамали, обещая списаться с Джестер. |                                                             |                   |
| 22 | «Потерянные сокровища» / «Lost Treasures»                   | 7 июня 2018 года  |
| Девятка отдыхает после боя на верхнем уровне схрона: Джестер учит Кири новым фразам, Бо советуется с Фордом о том, как извиниться перед Калебом. Ночью в комнату проникает мэрроу, но его быстро убивают Калеб и Яша. После битвы Калеб спрашивает у Яши, как ему лучше сблизиться с группой, и та предлагает привести его в порядок и бреет ему мечом бороду. Партия возвращается вниз и исследует затопленные водой помещения; Нотт, боящаяся воды, сначала остаётся позади, но под конец боя с мэрроу прибегает на помощь. После схватки Девятка находит символы богов, запрещённых в Империи; Форд бросает один из них в воду, когда Джестер бросается его подобрать, она находит камень кошачий глаз, от которого исходит магия, не подпадающая ни под одну из известных школ. Форд касается камня и снова попадает в видение из снов. Там он оказывается в другом теле, держит камень и стоит над телом убитого им человека. Знакомый голос говорит: "Потенциал". Форд падает на колени и видит в отражении в воде Вандрена, своего наставника и бывшего капитана. Форд приходит в себя после морока, но не видит камня; Девятка рассказывает ему, что видела, как он втолкнул его себе в грудь. Он рассказывает группе про катастрофу, после которой у него начались видения: его корабль подорвали во время шторма, и он оказался за бортом и начал тонуть, а затем очнулся на берегу. Он не помнит, чтобы у Вандрена был такой камень или фальшион, как у него. Девятка забирает сокровища из схрона и подрывает пещеры мэрроу. Бо извиняется перед Калебом за ссору, Калеб соглашается стать её другом. По пути назад в Берлебен Форд смотрит на рукоять своего фальшиона и видит, что там появился жёлтый глаз. |                                                             |                   |
| 23 | «Будет птица, будут путешествия» / «Have Bird, Will Travel» | 14 июня 2018 года |
| Джестер отчитывается Джентльмену об успешном выполнении задания; группа приходит к дому тролля и подрывает его вместе с троллем внутри. Затем Девятка добивает тролля, последний удар огнём наносит Калеб, и у него случается паническая атака. По возвращении в Берлебен Девятка встречает Хорриса. Наутро Нотт рассказывает Калебу, что полурослика, с которым она сбежала, звали Йеза. Кири повторяет это, когда партия воссоединяется. Девятка обсуждает, стоит ли ехать в Шейди-Крик-Ран через Рексентрам или Хаппердук, и останавливается на втором варианте. Во время пути Джестер просит Кири нарисовать своих родителей, чтобы иметь в голове образ для заклинания, но на магически отправленное сообщение никто не отвечает. На третий день пути Девятка натыкается на перекрёстке на передвижные лавки, закупается и встречает беженцев из Ногвурата. На четвёртый день группа вновь натыкается на «сифилисных» бандитов и уговаривает их заняться чем-то другим. Партия прибывает в Хаппердук, встречает гномку Риссу, которая соглашается показать им город. Наступает закат, рабочий день заканчивается, и под фейерверки улицы города наполняются местными жителями. |                                                             |                   |
| 24 | «Час чести» / «The Hour of Honor»                           | 21 июня 2018 года |
| |                                                             |                   |
| 25 | «Divergent Paths»                                           | 28 июня 2018 года |
| |                                                             |                   |

Арка «Кровь и железо»
| №  | Название                    | Дата показа           |
| 26 | «Found & Lost»              | 13 июля 2018 года     |
| -- | --------------------------- | --------------------- |
|    |                             |                       |
| 27 | «Converging Fury»           | 20 июля 2018 года     |
|    |                             |                       |
| 28 | «Within the Nest»           | 27 июля 2018 года     |
|    |                             |                       |
| 29 | «The Stalking Nightmare»    | 3 августа 2018 года   |
|    |                             |                       |
| 30 | «The Journey Home»          | 9 августа 2018 года   |
|    |                             |                       |
| 31 | «Commerce & Chaos»          | 16 августа 2018 года  |
|    |                             |                       |
| 32 | «Beyond the Boundaries»     | 23 августа 2018 года  |
|    |                             |                       |
| 33 | «The Ruby and the Sapphire» | 6 сентября 2018 года  |
|    |                             |                       |
| 34 | «Encroaching Waters»        | 13 сентября 2018 года |
|    |                             |                       |
| 35 | «Dockside Diplomacy»        | 21 сентября 2018 года |
|    |                             |                       |

Арка «Странствия в открытом море»
| № | Название | Дата показа |
| - | -------- | ----------- |
|   |          |             |
|   |          |             |
|   |          |             |
|   |          |             |
|   |          |             |
|   |          |             |
|   |          |             |
|   |          |             |
|   |          |             |
|   |          |             |
|   |          |             |
|   |          |             |
|   |          |             |
|   |          |             |
|   |          |             |
|   |          |             |
|   |          |             |

Арка «На другой стороне»
| № | Название | Дата показа |
| - | -------- | ----------- |
|   |          |             |
|   |          |             |
|   |          |             |
|   |          |             |
|   |          |             |
|   |          |             |
|   |          |             |
|   |          |             |
|   |          |             |
|   |          |             |
|   |          |             |
|   |          |             |
|   |          |             |
|   |          |             |
|   |          |             |
|   |          |             |
|   |          |             |

Арка «Меч и ангел»
| № | Название | Дата показа |
| - | -------- | ----------- |
|   |          |             |
|   |          |             |
|   |          |             |
|   |          |             |
|   |          |             |
|   |          |             |
|   |          |             |
|   |          |             |
|   |          |             |
|   |          |             |
|   |          |             |
|   |          |             |
|   |          |             |
|   |          |             |
|   |          |             |
|   |          |             |
|   |          |             |

Арка «Семейные узы»
| № | Название | Дата показа |
| - | -------- | ----------- |
|   |          |             |
|   |          |             |
|   |          |             |
|   |          |             |
|   |          |             |
|   |          |             |
|   |          |             |
|   |          |             |
|   |          |             |
|   |          |             |
|   |          |             |
|   |          |             |
|   |          |             |
|   |          |             |
|   |          |             |
|   |          |             |
|   |          |             |

Арка «Странная магия»
| № | Название | Дата показа |
| - | -------- | ----------- |
|   |          |             |
|   |          |             |
|   |          |             |
|   |          |             |
|   |          |             |
|   |          |             |
|   |          |             |
|   |          |             |
|   |          |             |
|   |          |             |
|   |          |             |
|   |          |             |
|   |          |             |
|   |          |             |
|   |          |             |
|   |          |             |
|   |          |             |

## Производство
В декабре 2017 года в аккаунте Geek & Sundry в Твиттере появился анонс премьеры второй кампании с силуэтами персонажей кампании: фанатам предлагалось угадать, где чей персонаж.
В отличие от первой кампании Мэтт и игроки провели только одну, «нулевую» сессию за кадром группами по паре-тройке человек, чтобы «познакомить» некоторых персонажей игроков друг с другом заранее.
Кампания выходила на каналах Geek & Sundry и на сервисе Project Alpha до 19 февраля 2019 года, после этого эпизоды стали выходить на канале Critical Role на Twitch. С января 2021 года кампания стала показываться в прямом эфире ещё и на YouTube.
Формат стрима остался неизменным со времён первой кампании; изменения коснулись только начального интро — с 1 по 43 эпизоды показывался ролик с самим кастом, изображавшим группу, играющую в D&D в 80-е, с 44 по 141 эпизоды показывался анимированный ролик с персонажами игроков под песню «Your Turn to Roll» — и перерыва — после ухода с Geek & Sundry в этом слоте стал рекламироваться только контент CR и их спонсоры.
Эшли Джонсон отсутствовала в части эпизодов, транслировавшихся до 2020 года, из-за съёмок в сериале «Слепая зона».
До марта 2020 года серии кампании выходили в прямом эфире. С наступлением пандемии COVID-19 Critical Role отменили прямые трансляции, креативный директор шоу Мариша Рэй заявила, что проведение сессий в онлайн-формате не планируется. Кампания вернулась в эфир 2 июля 2020 года в предзаписанном формате.
В ноябре и декабре 2022 года вышел специальный двухсерийный ваншот The Mighty Nein Reunited, действие в котором происходит через несколько месяцев после событий последней арки кампании. Помимо Twitch и YouTube он транслировался в кинотеатрах Cinemark в США и странах Южной Америки.
В июле 2023 года было анонсировано лайв-шоу The Mighty Nein Reunion: Echoes of the Solstice  — очередное «воссоединение» персонажей второй кампании, на этот раз уже во время событий третьей кампании шоу. Игра прошла на Уэмбли Арене при 12 тысячах зрителей 28 октября.

## Адаптации и связанные медиа
- «Mighty Nein» — предстоящая анимационная экранизация производства дочерней студии Critical Role Metapigeon и студии анимации Titmouse[8].
- «CritRecap Animated» — анимированный пересказ событий основных арок второй кампании для тех, кто хочет быстро перейти к текущим эпизодам шоу. Выходил на канале Critical Role на YouTube с 2020 по 2022 годы.
- Руководство «Explorer's Guide to Wildemount» при описании сеттинга учитывает события вплоть до 50 эпизода кампании[9].
- В руководстве «Tal'Dorei Campaign Setting Reborn» описываются подклассы для пятой редакции D&D, геймплей которых впервые был показан в ходе второй кампании.
- В приключенском модуле «Call of the Netherdeep» подробнее раскрываются некоторые локации и NPC, впервые показанные во второй кампании.
- Комикс «Tales of Exandria: The Bright Queen» рассказывает о задействованных во 2 кампании NPC Ясной Королеве и её супруге Куане.
- В сборнике сказок Der Katzenprinz & Other Zemnian Tales делаются аллюзии на персонажей и NPC второй кампании.
- В настольной игре «Uko'toa» «антагонистом» становится злое божество Уко'тоа, которое было патроном персонажа Трэвиса Уиллингхэма.

## Приквелы
- В книге «The Nine Eyes of Lucien» раскрывается прошлое Люсиена — тифлинга, в чьём теле стал впоследствии обитать Моллимок Тилиф.
- «Mighty Nein Origins» — серия комиксов-приквелов, повествующих о жизни каждого из участников Могучей Девятки до образования группы в Тростенвальде.

## Популярность и критика
Премьерная серия второй кампании привлекла более 125 тысяч зрителей суммарно на всех доступных платформах. На протяжении 2018-2020 годов каналы Geek & Sundry и Critical Role, где серии второй кампании были самыми просматриваемыми стримами в это время, часто попадали в топ-10 каналов Twitch по количеству платных подписок.
Вторую кампанию неизбежно сравнивали с первой во многих аспектах, но, как отмечает Лора де Лайл из The Guardian, «разница между кампаниями оставляет пространство для манёвра». Плюсом этой кампании, помимо неизменной харизмы каста и таланта Мерсера в создании обстановки на лету, называют видимый на экране (в отличие от первой кампании, где это происходило в закадровой части сюжета) рост персонажей, превращающихся из «сломанных» людей в полноценную семью. Помимо этого, достоинством кампании считают перемещение сюжета к городам, полным существ, прежде считавшихся в D&D «расходным материалом». Похвалы также удостоилась более расширенная репрезентация ЛГБТК+ персонажей и людей с ограниченными возможностями.